# 삼성 타워팰리스 3차
삼성 타워팰리스 3차(영어: Samsung Tower Palace), 삼성 타워팰리스 3차 - G동(영어: Samsung Tower Palace 3 – Tower G)는 대한민국 서울특별시 강남구 도곡동 도곡역 앞에 위치한 초고층 주상복합 마천루 단지이다. 설계는 미국의 건설업체 스키드모어, 오윙스 앤드 메릴이 맡았으며 개발은 삼성물산이 개발했고 610세대의 초고층 아파트로 구성되어 있다. 삼성 타워팰리스 단지의 A ~ G동 중 G동에 속한다.
타워는 탑을 가리키고 팰리스는 궁전을 가리킨다. 1999년에 착공하여 2002년에 삼성 타워팰리스 1차 완공하였고 2003년에 삼성 타워팰리스 2차 완공 이후 2004년에 완공하였고 같은 해 4월에 입주하였다. 대한민국에서 1차, 2차에 이어, 3차가 건설된 초고층 주상복합 단지이다. 완공 당시 전국에서 제일 높은 건물이 되었으며 동시에 가장 비싼 아파트였다. G동이 유일하게 3차에 해당하며, 다른 건물들과는 달리 타원형의 모습을 가지고 있다.

## 역사
초기 당시 공군사관학교 소속 부지는 철거하고 1994년 무렵부터 삼성그룹이 이곳에 신사옥을 지을 계획이였고 1997년 닥친 IMF 외환 위기 등으로 인해 신사옥 건설은 무산되었다. 42층부터 93층까지의 타워팰리스를 계획하였으나 매우 부정적이고 건물은 가장 나중인 2001년 착공하여 2004년 완공되었다.

## 높이
지상 69층, 264m 건물이 완공 당시 목동 하이페리온 A동(69층, 256m)을 제치고 대한민국에서 가장 높은 아파트가 되었고 서울특별시에서 가장 높은 아파트가 되었다. 2011년 해운대 두산위브더제니스(80층, 301m)가 건설되기 전까지 약 7년 간 대한민국 최고층 건물이었으며 현재 서울특별시에서 가장 높은 아파트다.
부산광역시 해운대구 마린시티에 위치한 초고층 주상복합 아파트인 해운대 두산위브더제니스의 높이를 비교하면 첨탑의 높이는 103동과 비슷하다. 지붕은 263미터가 102동 265미터보다 낮으며 최상층은 250미터이며 103동 251미터보다 낮다.

## 특징
서울을 대표하는 랜드마크 아파트의 건축기술이 1999년과 비슷하다. 건설 당시 삼성건설이 개발을 했고 대칭구조로 설계, 시공되었다. 높은 곳에는 공원이 있으며 옥상에는 헬기 착륙장이 있고 전망을 감상할 수 있다. 내부에는 47평, 53평, 54평, 60평, 66평, 69평, 74평, 펜트하우스 형태인 91평, 100평, 103평이 있다.

## 시설
삼성 타워팰리스 3차 G동의 시설이다. 총 주차대수 1,785대, 세대당 주차대수 3.71대의 주차가 가능하고 난방방식은 지역난방, 난방연료는 열병합, 면적은 160m2 ~ 340m2, 용적율 791% 및 건폐율 39%, 최고층은 69층이다.
| 층수                | 용도           |
| ------------------- | -------------- |
| 56층 ~ 69층         | 아파트         |
| 55층                | 완충지대       |
| 17층 ~ 54층         | 아파트         |
| 16층                | 완충지대       |
| 3층 ~ 15층          | 오피스텔       |
| 1층 ~ 2층           | 로비, 커뮤니티 |
| 지하 6층 ~ 지하 1층 | 지하주차장     |

## 대중문화
- 2004년에 개봉한 영화 아라한 장풍 대작전에 삼성 타워팰리스 1차와 삼성 타워팰리스 3차 G동이 나온다.
- 2012년에 개봉한 영화 R2B: 리턴투베이스에 삼성 타워팰리스의 단지들이 나온다.
- 2018년에 개봉한 영화 독전에 삼성 타워팰리스의 단지들이 나온다.
- 2021년에 방영한 드라마 펜트하우스 3 1회에 나온다.

## 갤러리

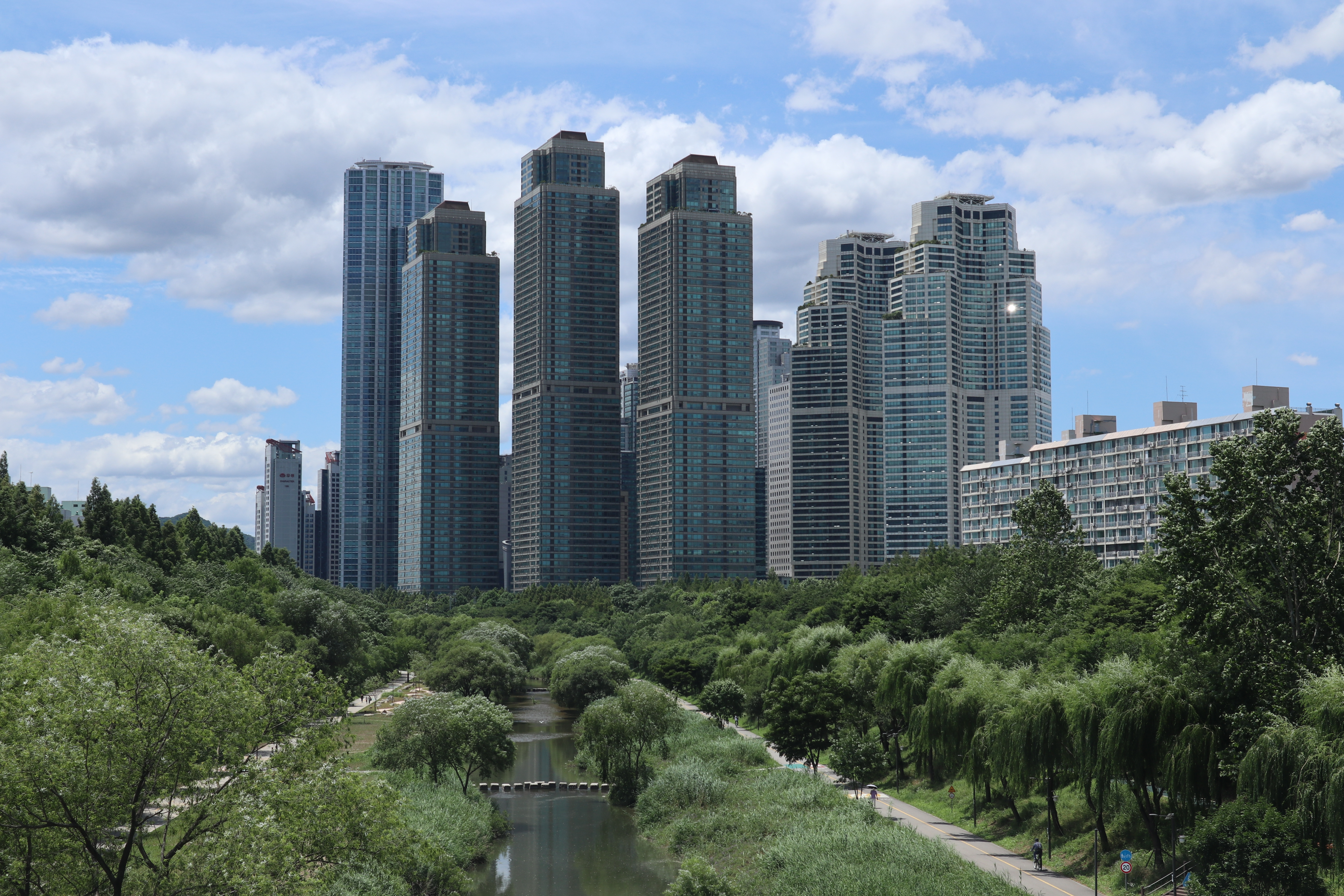
삼성 타워팰리스 단지들.
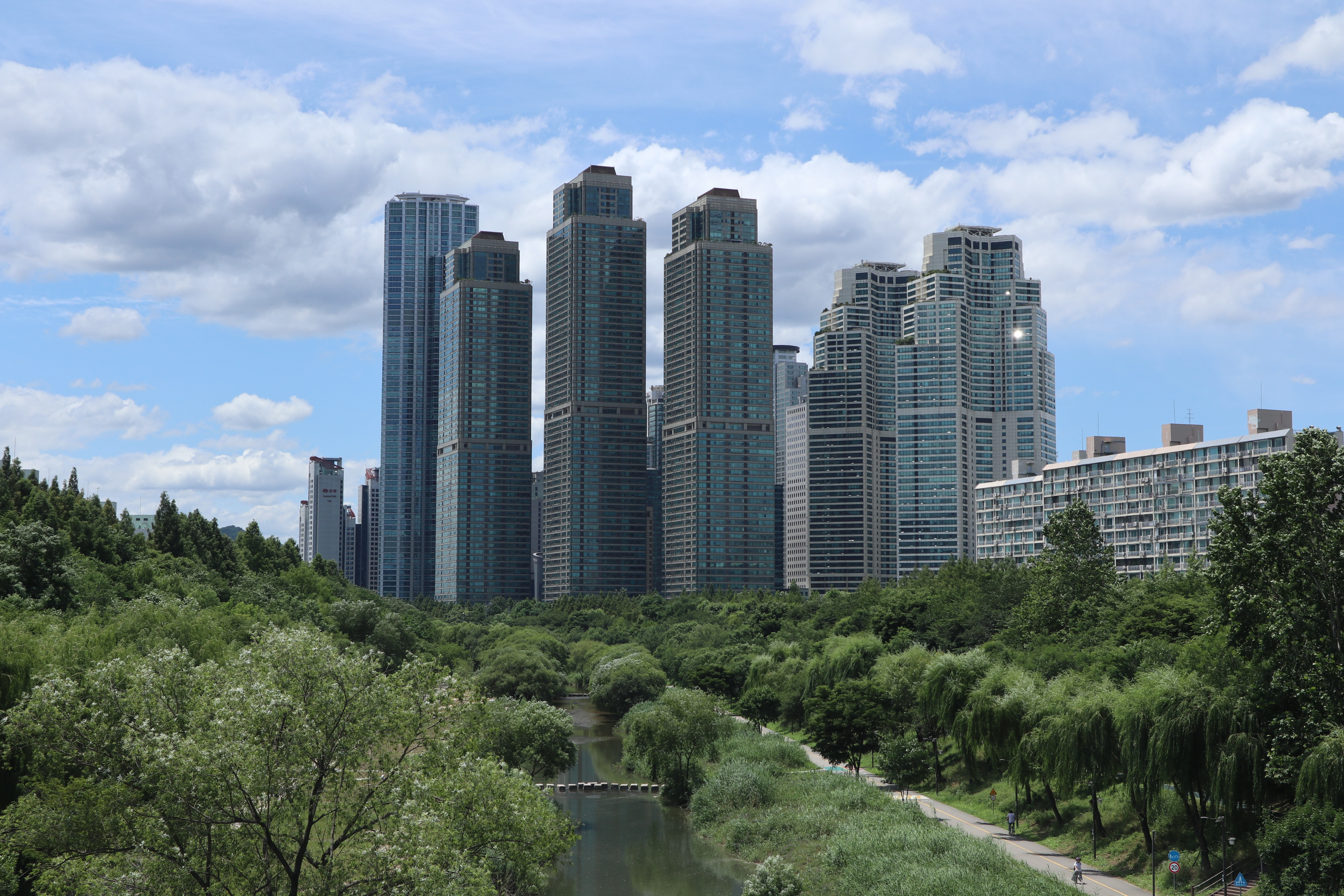
삼성 타워팰리스 단지들.
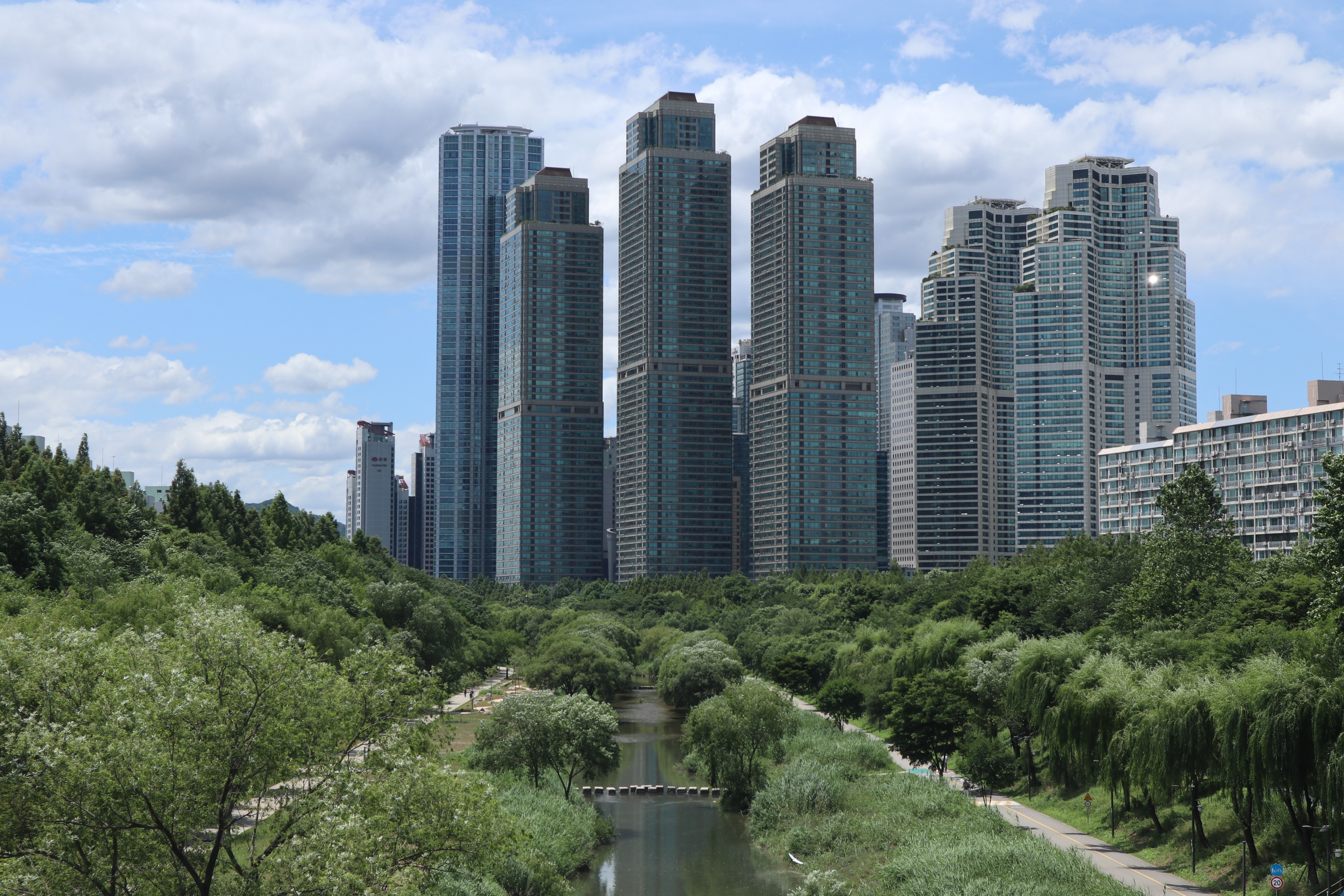
삼성 타워팰리스 단지들.
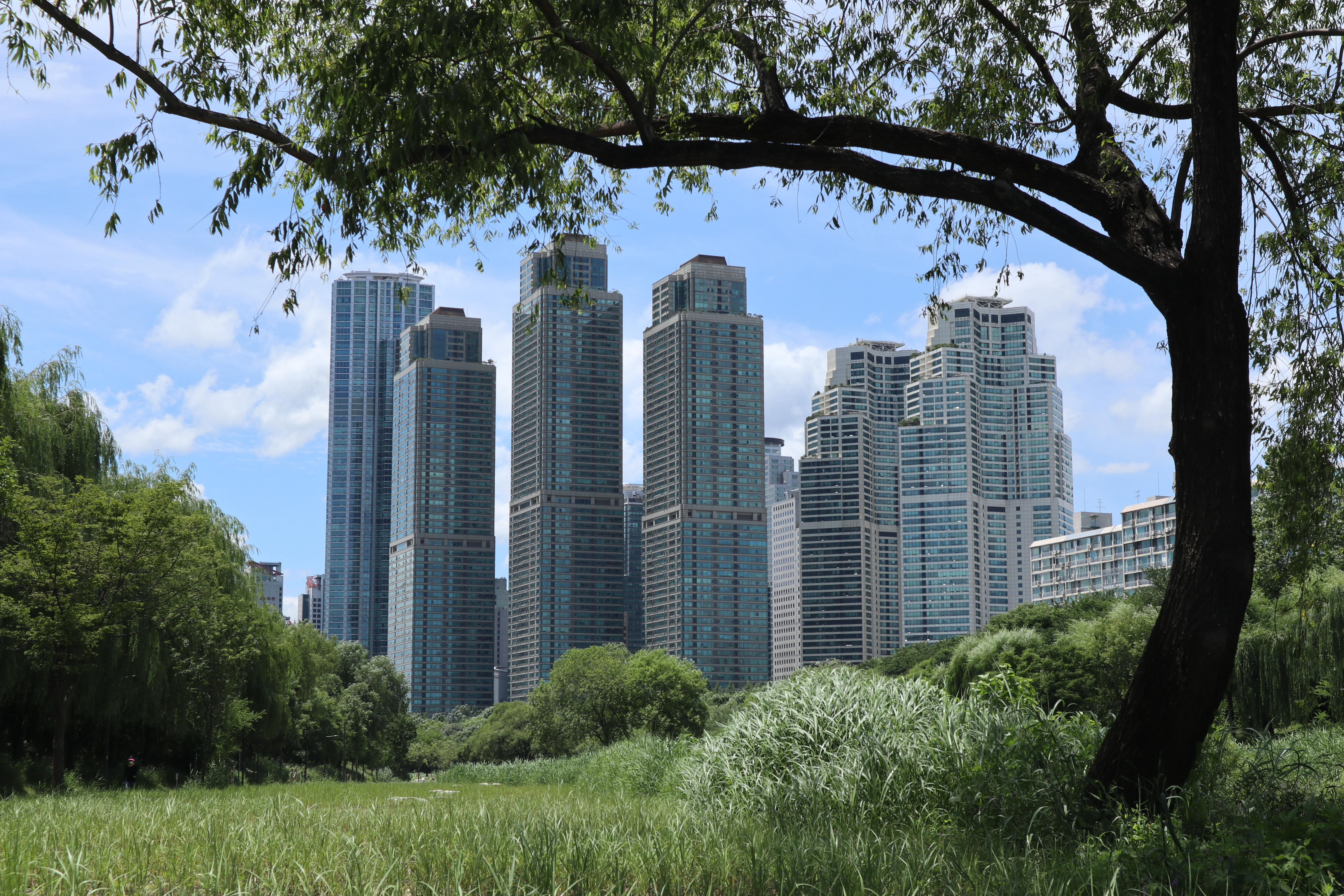
삼성 타워팰리스 단지들.
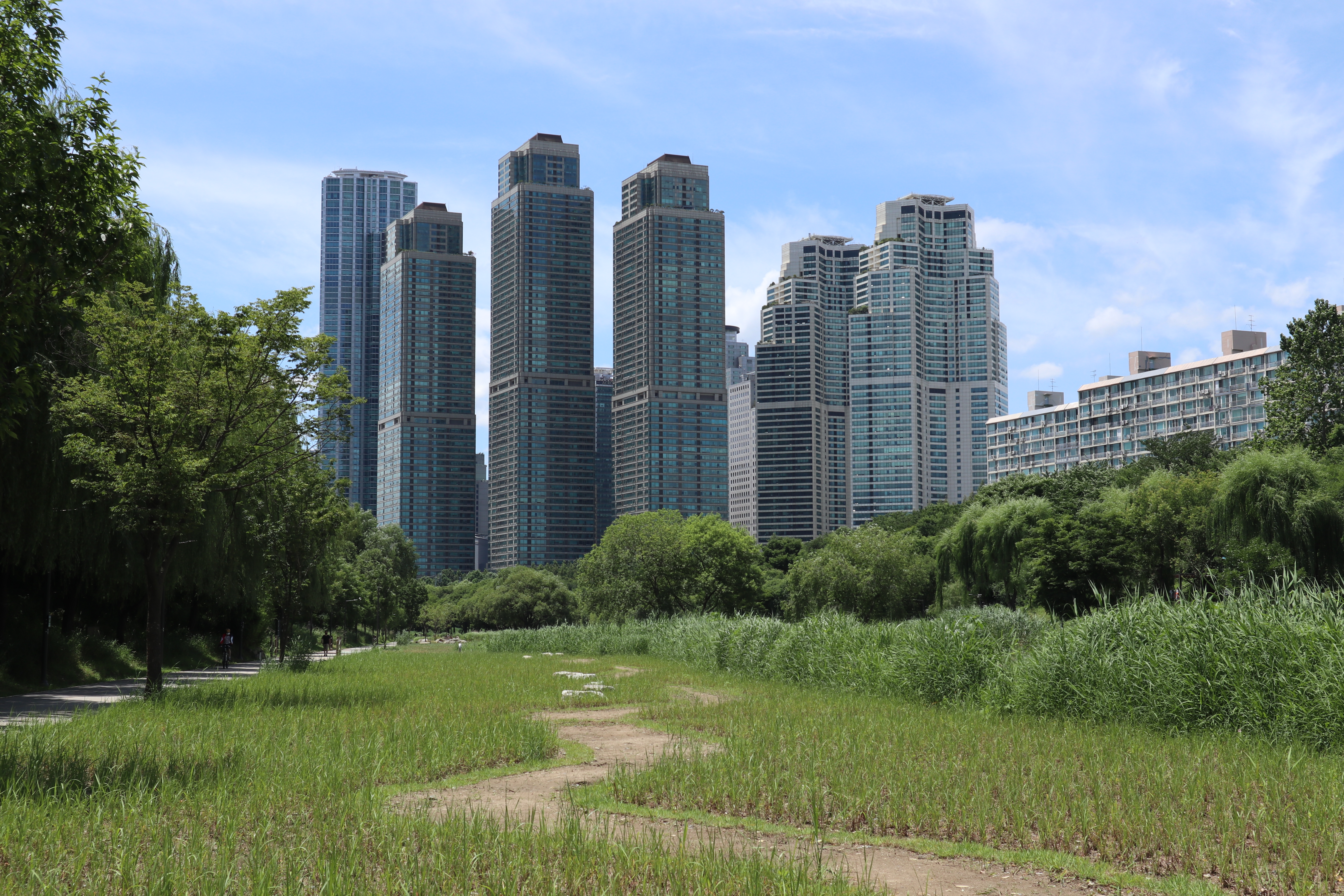
삼성 타워팰리스 단지들.
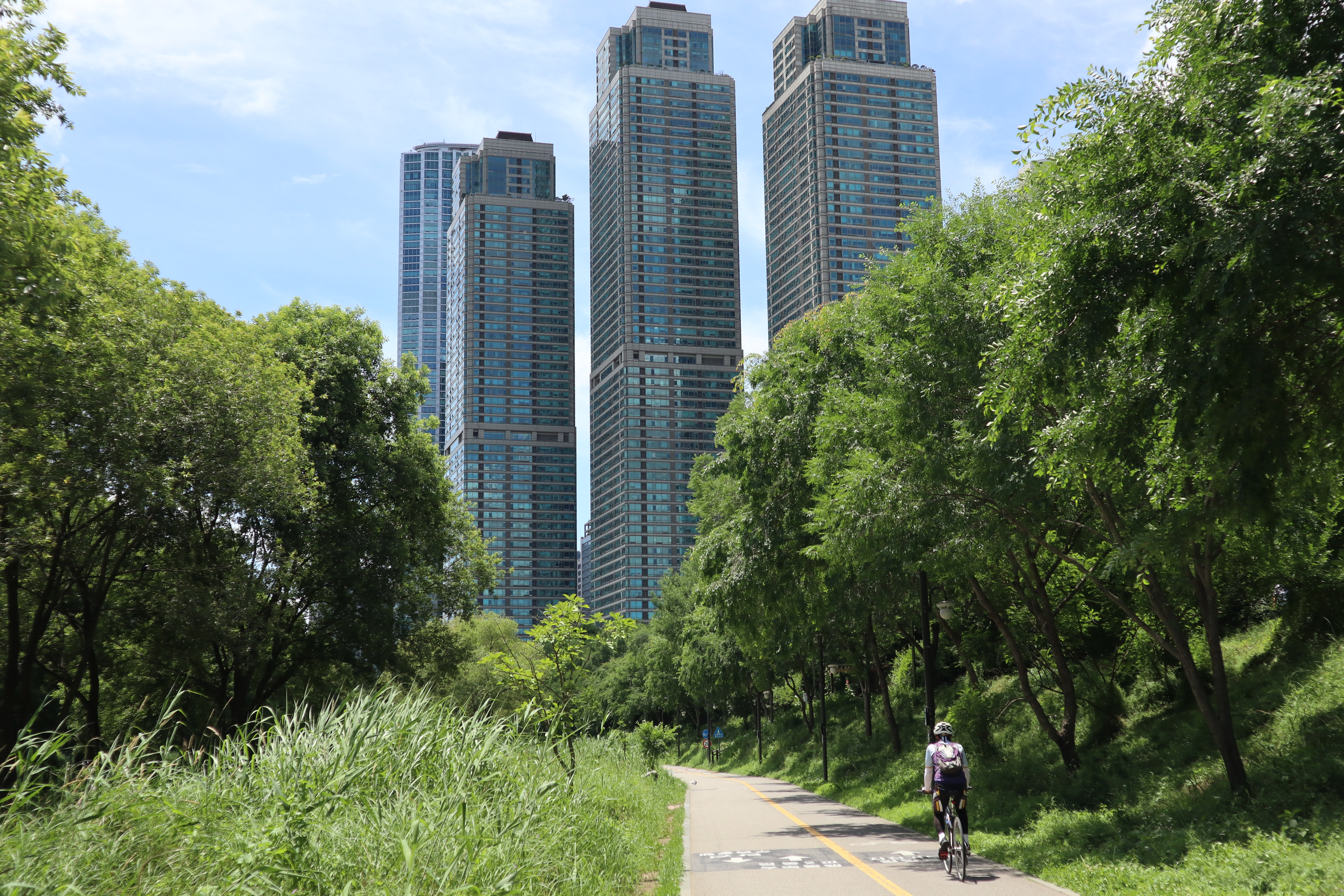
삼성 타워팰리스 단지들.
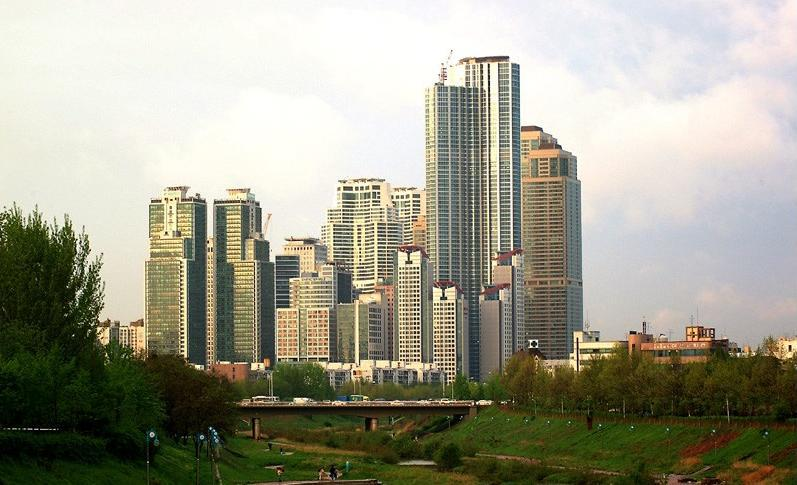
양재천에서 본 타워팰리스 단지 전경.
도곡동 방향의 양재천 야경.
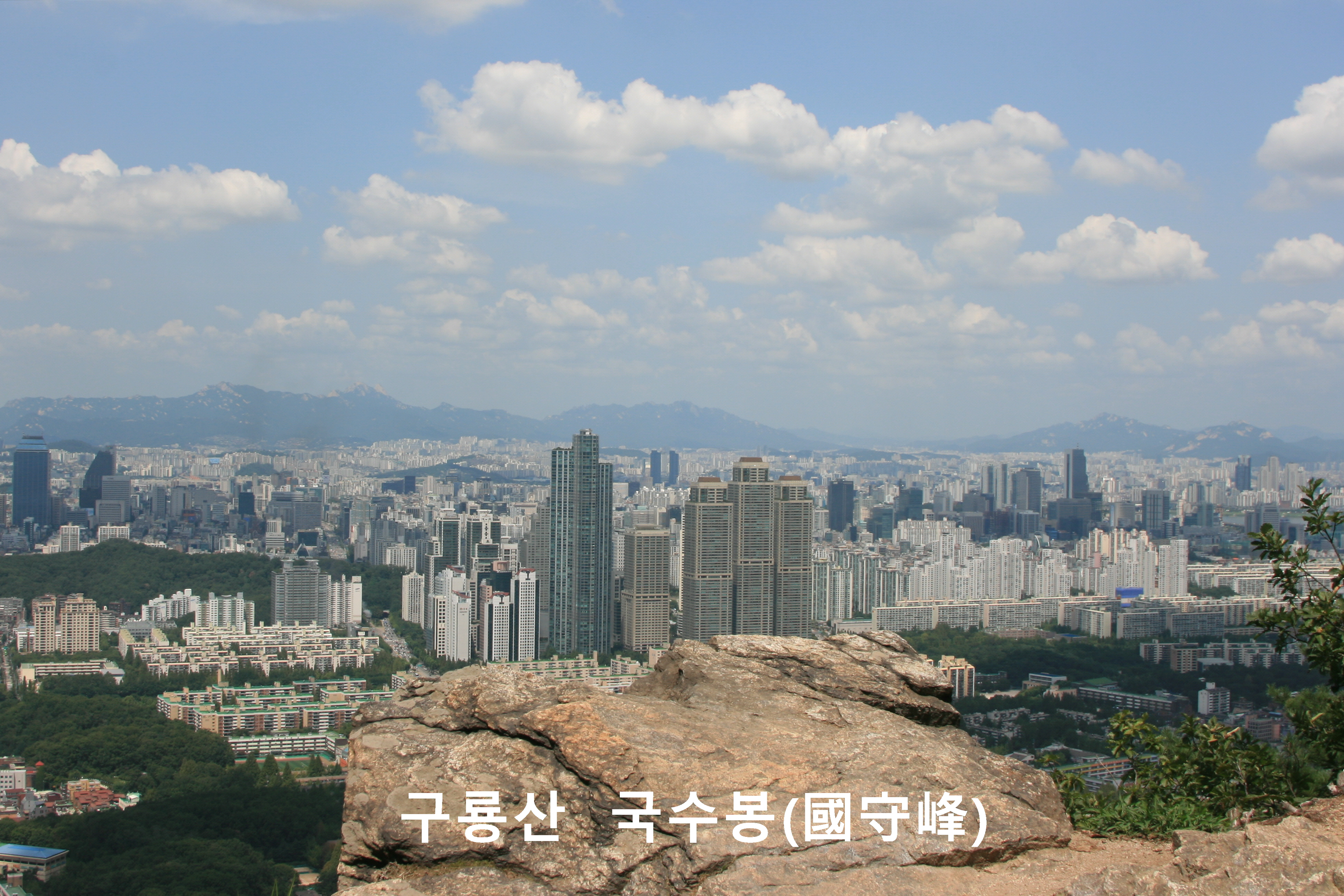
구룡산 국수봉 전망대에서 바라본 타워팰리스.
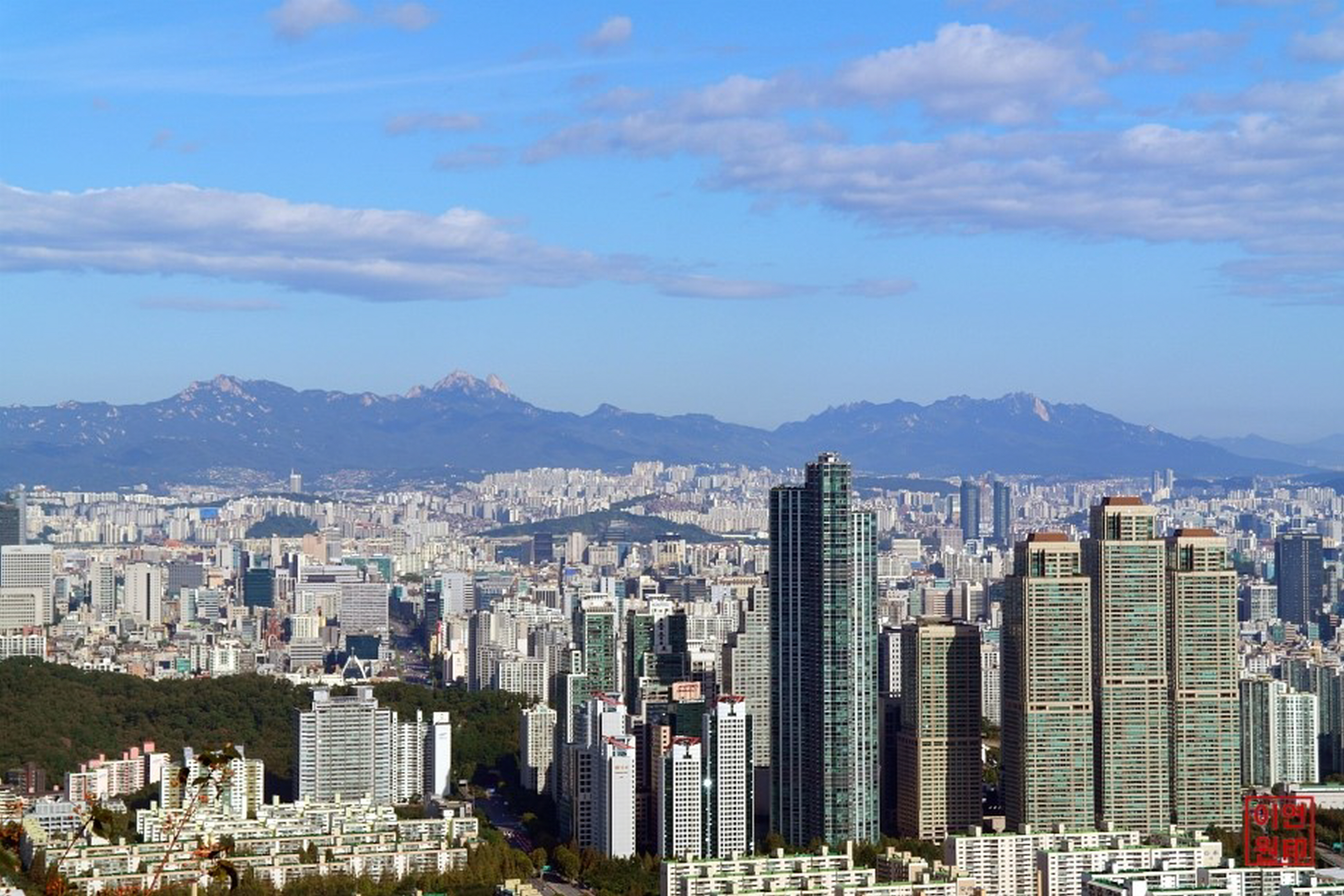
구룡산 국수봉 전망대에서 본 서울전경. 구룡산 국수봉에서 본 서울전경과 북악산이라고 한다.
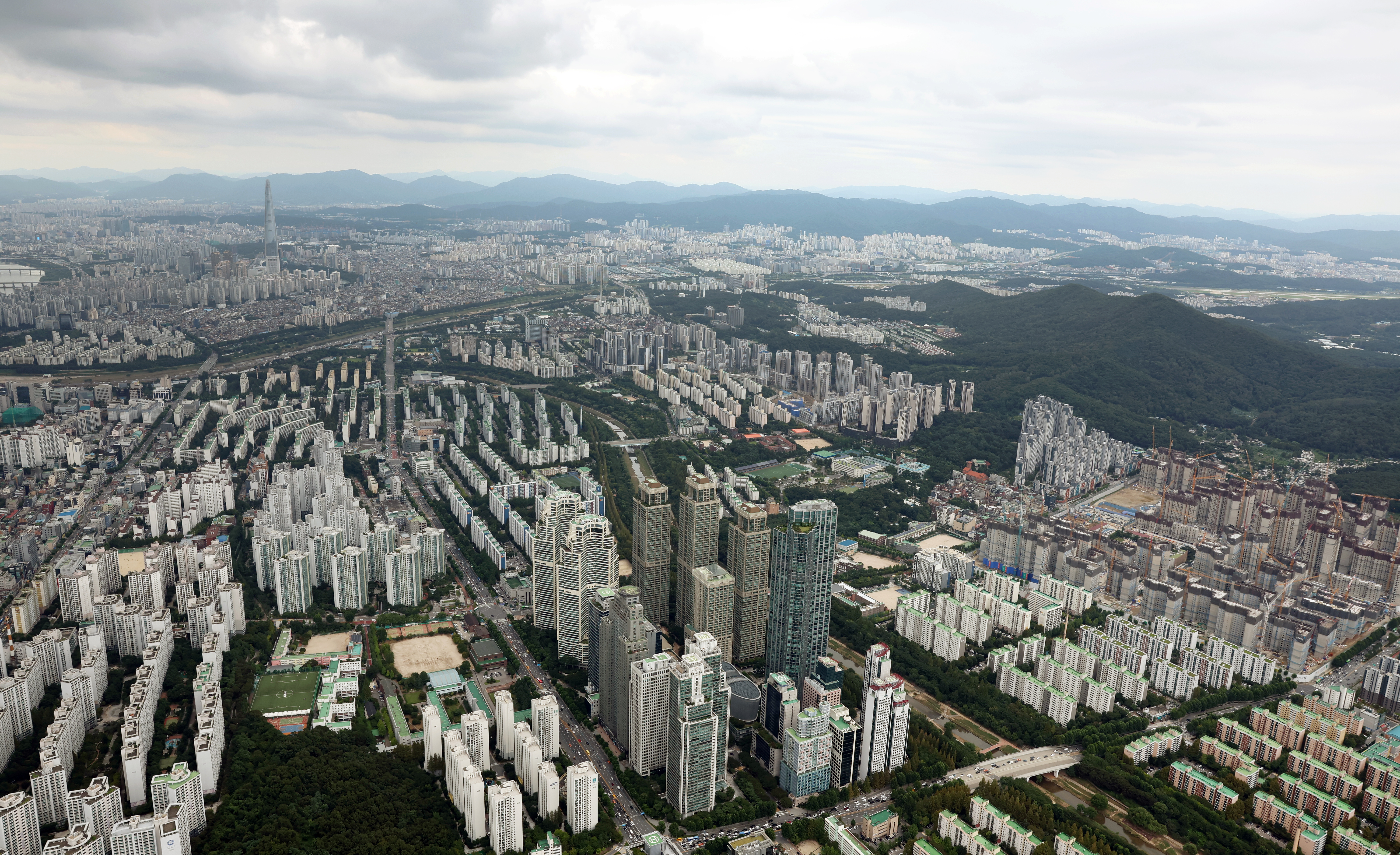
삼성 타워팰리스 단지들.

## 같이 보기
- 삼성 타워팰리스
- 마천루 목록
- 아시아의 마천루 목록
- 대한민국의 마천루 목록
- 서울특별시의 마천루 목록
- 서울 강남구의 마천루 목록
- 높이순 주거용 건축물 목록